# Der Hund des Generals
Der Hund des Generals ist ein Schauspiel von Heinar Kipphardt, welches sich mit dem Versuch der Ahndung von Wehrmachtsverbrechen beschäftigt. Die Uraufführung in den Münchener Kammerspielen fand am 2. April 1962 unter der Regie von August Everding statt.

## Verfilmungen
- D 1964: Der Hund des Generals (Regie: Franz Peter Wirth). Produktion: ARD[4]

## Hörspiele
1963 schrieb Heinar Kipphardt auch eine Hörspielfassung von Der Hund des Generals. Die Regie führte Peter Schulze-Rohr. Die Erstsendung fand am 16. November 1963 statt. Die Abspieldauer beträgt 89'45 Minuten. Produktion: Südwestfunk (SWF), Bayerischer Rundfunk (BR)